# 石光亨
石光 亨（いしみつ とおる、1925年5月17日 - 2013年6月15日）は、日本の地理学者（経済地理学）。神戸大学名誉教授。

## 略歴
1925年にメキシコのベラクルス州にて出生。1943年に麻布中学校、1945年に都立高等学校理科三類を卒業し、東京大学へ進学する。1949年に東京大学理学部地理学科を経て大学院へ進学し、1952年に後期課程を修了した。1952年にフルブライト交換留学生として渡米。1953年にミシガン大学天然資源学部大学院を修了する。同年にイェール大学天然資源学部招聘学生となり、1954年まで大学院で学んだ。
イェール大学大学院退学後に総理府資源調査会事務局へ就職し、1956年から科学技術庁資源局資源統計課で働く。1960年に科学技術庁資源局専門職となった後に、1963年に神戸大学経済学部助教授となる。1970年に同大学経済学部教授に昇格する。1976年に夜間学部主事、1977年に評議員、1986年に経済学部長を務めた。1989年に定年退官し、神戸大学名誉教授を授与される。その後、姫路独協大学経済情報学部教授となり図書館長、経済情報学部長などを歴任した。
この間、国際連合研究員、文部省在外研究員、タマサート大学経済学部大学院客員教授、経済地理学会評議員・支部長などに就任し、資源研究のため各国を旅した。また、神戸女学院大学、神戸山手女子短期大学、神戸商船大学などで非常勤講師として講義をした。

## 著書

### 単著
- 『中・南アメリカの国々』（偕成社, 1966）
- 『人類と資源』（日本経済新聞社, 1973）
- 『ナイジェリアの第二次国家開発計画 (1970-73) をめぐって（資源論91）』（科学技術庁, 1973）
- 『Japan's Economic Development』（The Japan Foundation Bangkok(Thailand), 1976）
- 『豊かな惑星・地球』（有斐閣, 1986）

### 共著
- 『日本の資源』（毎日新聞社, 1959）
- 『21世紀の地球』（大阪書籍, 1983）

### 訳書
- 『日本の天然資源』（E.A.アッカーマン, 時事通信社, 1951）
- 『日本の鉱物資源』（M.ポラード, 時事通信社, 1951）
- 『日本の農林水産資源』（共訳, 連合軍総司令部, 時事通信社, 1952）
- 『世界の人口と食糧』（共訳, J.ラッセル, 時事通信社, 1957）
- 『世界の人口と資源』（PEP, 科学技術庁, 1957）
- 『合衆国の経済発展と天然資源（資源論47）』（H.H.ランズバーグ, 科学技術庁, 1967）
- 『政策上の若干の主要問題（資源論50）』（H.H.ランズバーグ, 科学技術庁, 1967）
- 『資源充足度（資源論55）』（H.H.ランズバーグ, 科学技術庁, 1967）
- 『アメリカ合衆国の食糧体系におけるエネルギー使用（資源論93）』（共訳, J.L.スタインハート, 科学技術庁, 1974）
- 『資源サイエンス』（ジンマーマン,三嶺書房, 1985）
- 『地球的諸問題入門』（サイツ,三嶺書房, 改訂版, 1999）